# Dżarasz (muhafaza)

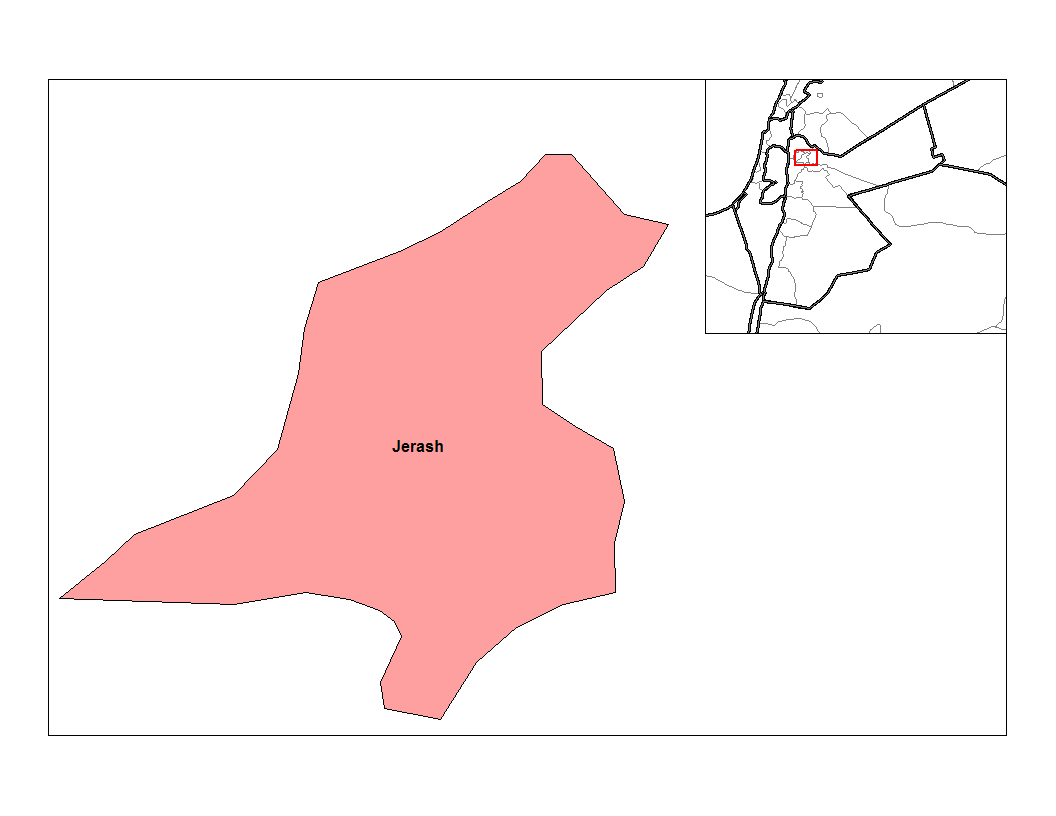
Mapa muhafazy Dżarasz

Muhafaza Dżarasz (arab. محافظة جرش) – prowincja (muhafaza) w Jordanii w północno-zachodniej części kraju. Zajmuje powierzchnię 410 km² i jest najmniejszą muhafazą w kraju. Stolicą administracyjną jest Dżarasz.
Według spisu z listopada 2015 roku populacja muhafazy liczyła 237 059 mieszkańców.